# Lista över bi- och källflöden till Dalälven
Detta är en lista över bi- och källflöden till Dalälven. Vattendragen är listade så att de som mynnar i Dalälven närmast Dalälvens utlopp i Bottenhavet är överst. Vattendrag som är biflöden till andra vattendrag ligger under dem med sin punkt indragen. Källflöden till resp. vattendrag markeras med (*).

- Ingsån
- Somfarån
- Ölboån
- Rångstaån
- Ålboån
- Laggarboån
  - Västerån*
    - Oppsjöån*
    - Ulvkisån*

  - Norrån
- Kölforsån
  - Kilsån*
- Bärreksån
- Herängsån
- Årängsån
  - Vallaån*
- Slåtterängsån
  - Garpenbergsån*
    - Svedjeån
- Grytnäsån
- Bjurforsbäcken
- Lustån
  - Kräftbäcken
  - Fiskbäcksån*
    - Björkbäcken

  - Svartån
- Hedemoraån
- Klosterån
- Amungsån
  - Långshytteån*
    - Ålängsån*
      - Vettlingsån
- Anstaån
- Uppboån
  - Nyängsån*
    - Flyttjeån*
- Ljusterån
- Lillälven
  - Aspån (Dalarna)*
  - Knivån*
  - Faluån*
    - Floån*
      - Gruvån*
      - Sågån*
        - Bjurtjärnån*
          - Lissån*
          - Storån*

        - Hyttkvarnsån*
          - Brossån*
          - Rällsjöån*
            - Säpptjärnsån

    - Rogsån*
      - Kvarnån, Bjursås*
        - Linolsån*

      - Lurån*
        - Fjällgrycksån*

  - Sundbornsån
    - Sälnån*
    - Isalaån*
      - Ryssjöån*

    - Ålhusån*
      - Vinnarån*
        - Hafsbäcken

    - Hökviksån*
      - Kolningån*
        - Marnäsån*
          - Lungsjöån
          - Tvärsån*
          - Västra Tvärsån*
          - Lassusån*
            - Grunan*
            - Avlassån*
              - Bodån*

          - Buskan

      - Hagån*
        - Tängerströmmen*
          - Avströmmen*
          - Grytån*
          - Vallasån*
          - Lambornsån*
            - Tvärån*
            - Dalstugeströmmen*
              - Bruksån*
              - Rockån*
              - Oxnäsån*
                - Stånkån*

              - Dalforsån*
                - Nöttjärnån
- Tunaån
  - Norån*
    - Lortån
    - Tryssån*
      - Rosån*

  - Grängshammarsån*
    - Flokån*
      - Storån*
        - Spånsån*
- Vallmoraån
  - Finnhytteån*
- Västerdalälven
  - Tansån
  - Floån
    - Orslan
    - Sångån*

  - Närsån
    - Björnbergsån*

  - Fänan
    - Klöbergsån*

  - Noret
    - Äskan*
      - Grycksäskan
        - Marån*
        - Flatälven*

  - Snöån
    - Ballsån*
      - Gönan

  - Flatån
    - Myrån
    - Amsån*
    - Sävån*

  - Hulan
  - Rutån
  - Vanån
    - Flögan
    - Säxån
    - Gäddån
    - Lödran
      - Lill-Lödran

    - Aspan
    - Rämyrån
    - Drafsån
      - Görån*

    - Ogan
      - Bötån
      - Öjsvallen
      - Tyngenån
        - Arvsälsvallen*
        - Hyttådran*

      - Lyån
      - Liss-Lyån
      - Lill-Ogan
      - Hässjöån
        - Fenningsån
        - Glesån*

    - Åldran
    - Kräggån
    - Vasseln
    - Littran
      - Dovsjövasseln
      - Dyån

    - Vasslen
    - Tennan
      - Vasslen

    - Billingsån
      - Blästån*
      - Tjärnån

  - Härjån
  - Gruckan
  - Jällån
    - Stora Jällån*
    - Lilla Jällån*

  - Vakran
  - Hunan
  - Granan
  - Lill-Granan
  - Lömman
    - Vallen

  - Vallen
  - Vallen
  - Gärdan
    - Gravån

  - Ellingån
    - Sångån
      - Tvärån
      - Björvallen*
      - Älgsjöån*

    - Valdroån*
    - Blästån*
      - Älgån

  - Alman
  - Tandövallen
  - Buvallen
  - Äran
    - Kinvallen
    - Jälvallen

  - Kvarnvallen
  - Feman
  - Näsvallen
  - Östvallen
  - Rasjövallen
  - Horrmundsvallen
    - Vervan*
    - Kesjöån*
    - Björnån*
      - Näckån
        - Råstjåån

      - Gljon

  - Färdsjövallen
  - Görälven*
    - Syndan
    - Näran
    - Tangån
    - Drevjan
      - Midskogåa

    - Bergåa
    - Lillån

  - Fulan*
    - Höljan
    - Särkån
    - Hägnån
    - Galån
      - Öreån
      - Taskån

    - Lilla Göljån
    - Stora Göljån
    - Kloran
    - Njupån
    - Fulubågan
    - Stråfulan
- Österdalälven
  - Surensån
  - Djurån
  - Rältån
    - Våtån*

  - Hälgån
  - Skvissån
  - Bodaån
    - Vargnäsån

  - Enån
    - Draggån
    - Årängsån
    - Styggforsån*

  - Ickån
    - Rejån
    - Brunnsvasselån
    - Hättvasselån

  - Limån
    - Jobsarboån
      - Vådån*

    - Gryssån*

  - Mångån
    - Ekorrån
    - Oloksån*

  - Fuån
  - Ryssån
    - Jugån
      - Lindån*
        - Sälån*

    - Åmbergsån

  - Bosån
  - Enån
  - Oreälven
    - Unnan
      - Näckån
      - Harpvasseln
      - Dyverån
      - Stöpån

    - Ämån
      - Lindvasseln
      - Vålvasseln
      - Granvasseln
      - Ormsjövasseln
      - Jämtån*

    - Ångsvasslan
    - Tällingsån
    - Granån
    - Tänningån
    - Arvån
      - Fjäckån*

    - Andån
    - Ockerån
    - Djurån
    - Stråån
      - Tansån*
      - Råmåsjöån*

    - Finnsjöån
      - Ivarsån

    - Sandsjöån
      - Kvarnån
      - Sundsjöån

    - Tallsjöbäcken
    - Österån
    - Vassjöån
    - Griffelån
    - Bäverån
      - Myggsjöån

    - Skogssjöån
    - Gällsjöbäcken

  - Rädan
  - Våmån
    - Björkvasseln
    - Indån
    - Böån
    - Vasseln
    - Rävasseln

  - Hemulån
    - Gravån

  - Lädån
  - Gopalån
  - Blybergsån
  - Dysån
    - Ökenån
    - Acksiån
    - Vasslen
    - Lillån
    - Uppgjusån*

  - Rämmarån
  - Rotnen
    - Rymman
      - Dyvren

    - Aspvasslan
      - Navren

    - Rällan
    - Lillån

  - Lilla Knärån
  - Stora Knärån
    - Pigan

  - Ugån
    - Skålån

  - Gryvlan
    - Kälkån
      - Bliksån

  - Granan
    - Blålågan

  - Hornan
  - Krypan
  - Fjätan
    - Dyvelan
      - Trygåsbäcken

    - Lisselån
    - Öjvasseln
    - Fiskvasseln
    - Öxningen
    - Vinfagran
    - Lill-Fjätan
    - Uckan
    - Kölån

  - Ögan
    - Skjuan

  - Lemman
    - Silan

  - Byggningen
  - Foskan
    - Brunnan

  - Vagan
    - Nysäterån

  - Sörälven*
    - Stortrunan
    - Guttan
      - Stupån
      - Valan

    - Skärvagan
    - Borgaån
      - Brunnan*
        - Krokbäcken
        - Österfjällsbrunnan*
        - Rödfjällsbrunnan*

    - Härjån
      - Lilla Härjån

    - Valån
    - Kvisla*

  - Storån*
    - Grövlan
      - Diån
        - Stora Olån*
        - Lilla Olån*

    - Grundöjan
      - Harundan

    - Foskan
    - Hågån